# Zanobatus
Zanobatus, rod riba hrskavičnjača, jedina u porodici Zanobatidae dio je reda Myliobatiformes.
Na popisu su dvije vrste.

## Rasprostranjenost
Istočni Atlantik, kraj zapadne Afrike.

## Stanište
Obala na kontinentskom pojasu; od plitkih voda do ~100 m dubine.

## Morfologija
Veličina mala do umjerena (do ~60 cm); velike prsne peraje koje tvore srcoliki ili subkružni, spljošteni disk; kratka i tupo zakrivljena njuška; rep tanak, udubljen i odvojen od diska.

## Trofička ekologija
Stanovnici dna, hrane se malim beskralješnjacima uključujući rakove, crve i mekušce.

## Razmnožavanje
Ovoviviparno s funkcionalnim samo desnim jajovodom, rađa 1 – 4 mladunčeta nakon razdoblja gestacije ili oko 5 mjeseci.

## Upotreba
Lovi se kao usputni ulov pridnenih koća i mreža stajaćica; meso se ne koristi jer ih je izuzetno teško oguliti i ribari ih odbacuju.

## Vrste
1. Zanobatus maculatus Séret, 2016
2. Zanobatus schoenleinii (Müller & Henle, 1841)